# Tahuata
Tahuata è un'isola appartenente all'arcipelago delle Isole Marchesi nella Polinesia francese. Ha una superficie di 69 km², ed è separata da soli 4 km dalla vicina Hiva Oa posta a nord.